# Домброва (гміна Любохня)
Домброва (пол. Dąbrowa) — село в Польщі, у гміні Любохня Томашовського повіту Лодзинського воєводства.
Населення — 203 особи (2011).
У 1975-1998 роках село належало до Пйотрковського воєводства.

## Демографія
Демографічна структура станом на 31 березня 2011 року:
|          | Загалом | Допрацездатний вік | Працездатний вік | Постпрацездатний вік |
| -------- | ------- | ------------------ | ---------------- | -------------------- |
| Чоловіки | 100     | 16                 | 70               | 14                   |
| Жінки    | 103     | 21                 | 58               | 24                   |
| Разом    | 203     | 37                 | 128              | 38                   |